# 皇陵旧址
皇陵旧址，位于山东省枣庄市滕州市东郭镇莲青山，是中华人民共和国山东省文物保护单位之一。
2006年12月7日，授予山东省文物保护单位，是一座古建筑。